# Johannes Ravisius
Johannes Ravisius (auch: Johannes Ravisius Textor, Ioannes Ravisius, eigentlich Jean Tixier de Ravisi; * 1480 in Nevers; † 1524) war ein französischer Humanist.
Ravisius lehrte am Collège de Navarre in Paris und verfasste die Enzyklopädie Officinae epitome.

## Werke
- Officinae epitome
- Epitheta
- Cornucopiae epitome
- Dialogi  aliquot  festivissimi (1530)
- Officina partim historiis, partim poeticis referta disciplinis : multo nunc quam prius auctior. - Parisiis : Petrus Vidoveus, Mai 1532. Digitalisierte Ausgabe der Universitäts- und Landesbibliothek Düsseldorf